# Charlie and the Chocolate Factory (musical)
Charlie and the Chocolate Factory è un musical basato sull'omonimo romanzo di Roald Dahl e due adattamenti cinematografici del 1971 Willy Wonka e la fabbrica di cioccolato diretto da Mel Stuart e dell'omonimo film del 2005 diretto da Tim Burton, con sceneggiatura di David Greig, musica di Marc Shaiman e testi di Shaiman e Scott Wittman.
Diretto da Sam Mendes, il musical è stato presentato in anteprima nel West End al Theatre Royal Drury Lane nel giugno 2013 ed è andato in scena fino al 7 gennaio 2017. Nel 2013 la produzione ha battuto il record di vendita di biglietti settimanali a Londra. Pur avendo ricevuto recensioni contrastanti da parte della critica, lo spettacolo ha vinto due Premio Laurence Olivier nel 2014 per i migliori costumi e il miglior design delle luci. Lo spettacolo è stato rielaborato per una produzione di Broadway inaugurata nell'aprile 2017 al Lunt-Fontanne Theatre ed è andato in scena fino al gennaio 2018. Un tour negli Stati Uniti è iniziato il 21 settembre 2018 allo Shea's Performing Arts Center di Buffalo, New York e un tour australiano al Capitol Theatre l'11 gennaio 2019. Un secondo tour negli Stati Uniti è stato lanciato il 1 gennaio 2020 a Miami. La versione di Broadway del musical è stata acquisita per i diritti di licenza in Nord America, Europa e Australia da Music Theatre International.

## Produzione
Il musical è basato sull'omonimo romanzo di Roald Dahl. I produttori hanno tenuto una prima lettura del primo atto dello spettacolo a New York nel maggio del 2010, con l'intenzione di debuttare a Londra l'anno successivo.
La sceneggiatura è stata scritta da David Greig, la colonna sonora originale è stata composta da Marc Shaiman e i testi da Scott Wittman e dallo stesso Shaiman. La produzione è stata diretta da Sam Mendes, con la coreografia di Peter Darling, accompagnata dall'assistenza di Brandon Duncan, la scenografia di Mark Thompson e il design delle luci di Paul Pyant.
Lo spettacolo presenta una versione più contemporanea della storia originale. Nelle anteprime sono state apportate diverse modifiche: la più significativa è l'aggiunta del Grande Ascensore di Vetro.
Il 18 giugno 2012 i produttori hanno annunciato che lo spettacolo avrebbe debuttato al London Palladium nel maggio 2013, con biglietti in vendita da ottobre 2012; in seguito la sede venne cambiata al Theatre Royal Drury Lane.
Lo spettacolo ha debuttato in Italia alla Fabbrica del Vapore di Milano l'8 novembre 2019, dove è rimasto in scena fino all'8 marzo 2020, per un totale di 107 repliche.

## Accoglienza

### West End
La produzione del West End di Charlie e la fabbrica di cioccolato ha ricevuto recensioni contrastanti e positive da parte della critica. Mentre la qualità delle performance è stata generalmente elogiata, la colonna sonora e la recitazione hanno ricevuto critiche.

### Broadway
La produzione di Broadway ha ricevuto recensioni da contrastanti a negative da parte della critica. Nonostante l'enorme revisione sia del copione che della colonna sonora rispetto alla produzione londinese, i critici hanno sottolineato che la narrazione era ancora discontinua e faceva troppo affidamento sull'umorismo. È stata criticata anche la decisione di scegliere adulti invece di bambini come vincitori del Biglietto d'Oro, così come le nuove scenografie giudicate poco brillanti. Christian Borle ha invece ricevuto elogi per la sua interpretazione di Willy Wonka.

### Tour australiano
Come per la produzione di Broadway, il tour australiano ha ricevuto recensioni da contrastanti a negative, anche perché i critici lo hanno paragonato alla recente produzione musicale di un'altra storia per bambini di Roald Dahl, Matilda. Il critico Tim Byrne ha trovato la colonna sonora "blanda e insignificante", così come le scenografie e i costumi, ma ha elogiato le performance di Paul Slade Smith e Tony Sheldon e ha trovato "ingegnose" le marionette degli Umpa Lumpa. Il critico Cameron Woodhead ha detto che si trattava di "uno spettacolo troppo concentrato sul mettersi in mostra per ricordare l'importanza delle cose semplici".